# Neptune Beach
Neptune Beach – miasto w Stanach Zjednoczonych, w stanie Floryda, w hrabstwie Duval.